# アシュレー・ウィリアムズ (女優)
アシュレー・ウィリアムズ（Ashley Williams, 1978年11月12日 - ）は、アメリカ合衆国出身の女優である。姉のキンバリー・ウィリアムズ＝ペイズリーも女優である。

## 出演作品

### テレビ
- 救命医ハンク セレブ診療ファイル
- THE MENTALIST メンタリストの捜査ファイル
- CSI:科学捜査班
- ウェアハウス13 〜秘密の倉庫 事件ファイル〜（サリー・ストコウスキー）
- 女捜査官グレイス 〜 天使の保護観察中
- サイク/名探偵はサイキック?
- LAW & ORDER:性犯罪特捜班
- HUFF〜ドクターは中年症候群
- ママと恋に落ちるまで

### 映画
- マージン・コール
- Something Borrowed/幸せのジンクス（クレア）
- パトリシア・コーンウェル 前線（スタンプ主任刑事）
- パトリシア・コーンウェル 捜査官ガラーノ（スタンプ主任刑事）
- トナカイはキューピッド!?
- インディアン・サマー/タマワクの英雄たち